# Ministério das Relações Exteriores da Colômbia
| Ministério das Relações Exteriores Ministerio de Relaciones Exteriores |                      |
| Palácio de San Carlos, Bogotá www.cancilleria.gov.co                   |                      |
| Criação                                                                | 6 de outubro de 1821 |
| Atual ministro                                                         | Laura Sarabia        |
| Orçamento                                                              | $268 milhões (2014)  |

O Ministério das Relações Exteriores (em espanhol, Ministerio de Relaciones Exteriores) é um departamento do Governo da Colômbia. O actual ministro é Laura Sarabia.